# Alexei Alexandrowitsch Mordaschow

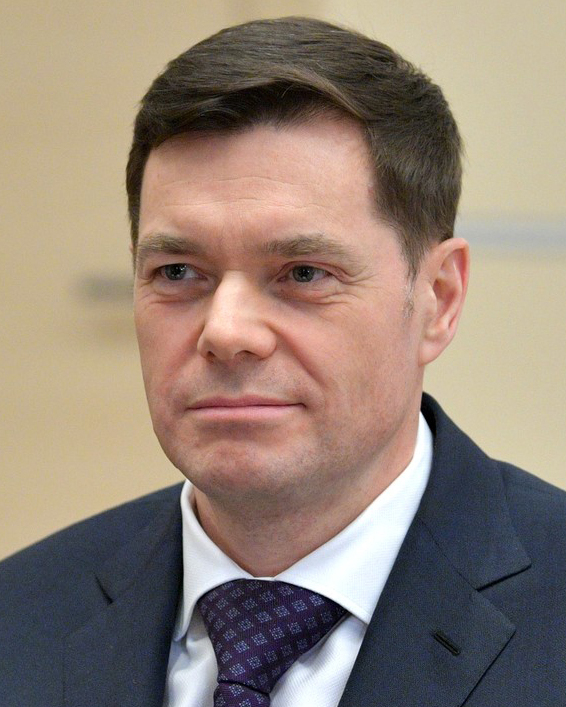
Alexei Alexandrowitsch Mordaschow (2018)

Alexei Alexandrowitsch Mordaschow (russisch Алексей Александрович Мордашов; * 26. September 1965 in Tscherepowez, Oblast Wologda) ist ein russischer Oligarch. Er ist TUI-Großaktionär sowie Hauptaktionär von Nordgold. Er ist Vorstandsvorsitzender des Unternehmens Severstal und Generaldirektor der Severstal-Gruppe. Das Wirtschaftsmagazin Forbes schätzte sein Vermögen 2018 auf 20,5 Milliarden US-Dollar; er belegte den vierten Platz auf der Liste der reichsten Russen.

## Leben
Mordaschow ist der Sohn eines Stahlarbeiters und einer Stahlarbeiterin.
Bis 1988 studierte er an der Leningrader Togliatti-Hochschule für Wirtschaft und Technik, an der auch er den späteren russischen Premierminister Anatoli Tschubais kennenlernte, der damals an jener Hochschule unterrichtete. 2003 machte er seinen MBA an der Newcastle Business School der Northumbria University, wo er 2013 auch die Ehrendoktorwürde erhielt.
Nach Abschluss seines Studiums nahm Mordaschow eine Stelle beim Tscherepowezer Metallurgischen Kombinat an. Dort war er in der finanziellen Verwaltung tätig und stieg später zum stellvertretenden Leiter des Planungsstabes auf. 1992, in der Anfangszeit der Privatisierung der russischen Staatsbetriebe, wurde er Wirtschafts- und Finanzdirektor des Metallurgischen Kombinates, das bald darauf in die Aktiengesellschaft OAO Severstal umgewandelt wurde. Der Generaldirektor des Kombinates, Juri Lipuchin, beauftragte Mordaschow mit der Durchführung der Privatisierung des Unternehmens. Der damals 27-Jährige gründete daraufhin ein Tochterunternehmen mit dem Namen Severstal-invest, das zu 24 % dem Kombinat gehörte und zu 76 % ihm selbst. In dessen Namen kaufte er anschließend die Aktien des Metallurgiewerkes auf und erlangte so die Kontrolle über das Unternehmen.
Seit 2000 ist Mordaschow Mitglied in der russisch-deutschen Regierungskommission für strategische Zusammenarbeit im Bereich Wirtschaft und Finanzen.
Am 5. Oktober 2007 unterzeichnete Mordaschow ein Abkommen über eine langfristige Zusammenarbeit bei der Entwicklung des russischen Turbinenhersteller Silowyje maschiny mit der Siemens AG. Im selben Jahr übernahm er die Mehrheit bei Silowyje maschiny. 2012 erwarb er das Unternehmen vollständig und übernahm ein Siemens-Aktienpaket in Höhe der Sperrminorität von 25 % + 1 Aktie. Dabei wurde auch EMAljans übernommen.
Am deutschen Tourismuskonzern TUI hielt er 2015 eine Beteiligung von 25 Prozent. Er wurde dort im Februar 2016 Mitglied des Aufsichtsrates.
Er schied am 2. März 2022 aus dem Aufsichtsrat aus, sechs Tage nach dem Beginn des russischen Überfalls auf die Ukraine.
Mordaschow ist außerdem zusammen mit zwei seiner Söhne Hauptaktionär des Goldminenbetreibers Nordgold.
Zusammen mit Roman Abramowitsch gehört er zum Kuratorium des Bolschoi-Theaters.
Im Zuge der Berichterstattung um Cyprus Confidential berichteten Investigativmedien, dass unter anderem der Journalist Hubert Seipel 600.000 Euro aus dem Firmengeflecht Mordaschows erhalten haben soll.

## EU-Sanktionen

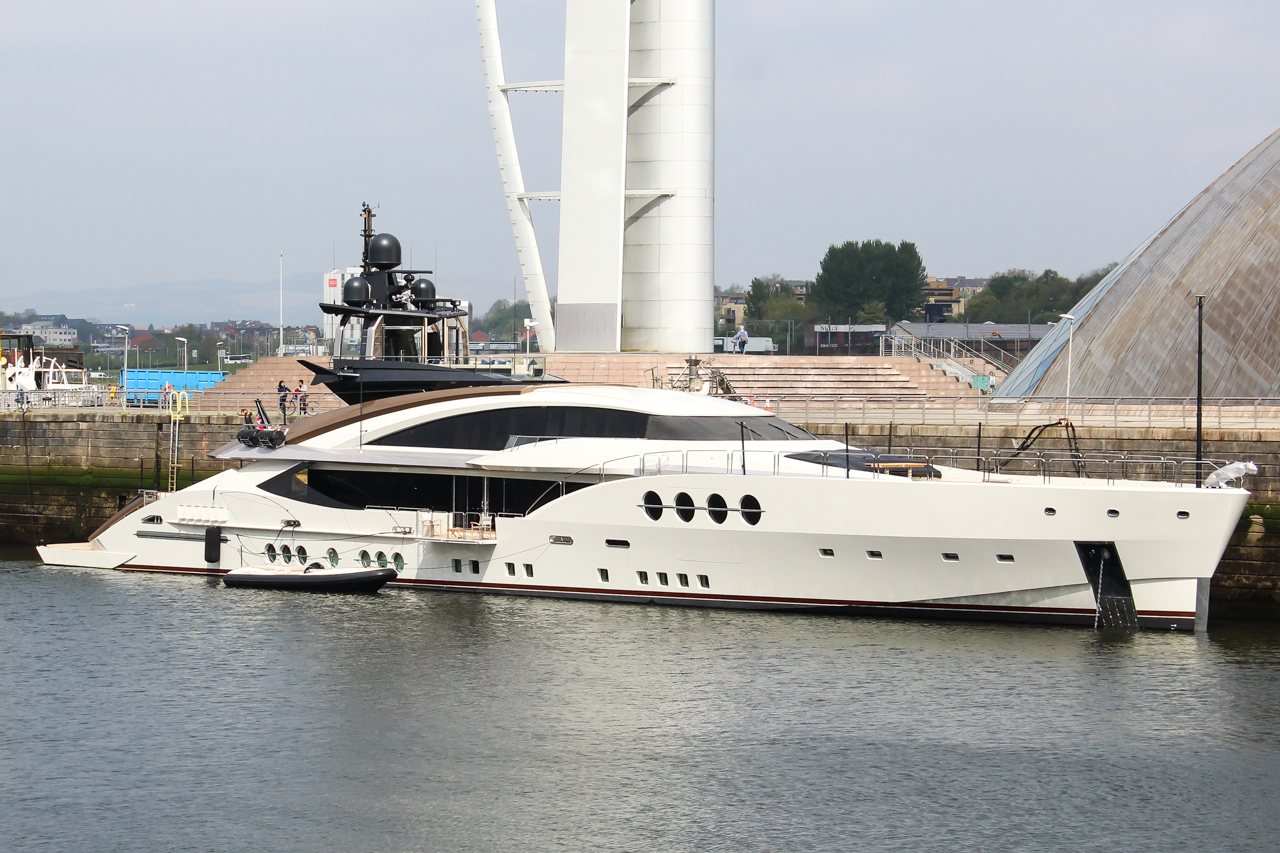
Mordaschows Jacht Lady M

Am 28. Februar 2022 setzte die Europäische Union ihn im Zusammenhang mit dem Überfall Russlands auf die Ukraine auf die schwarze Liste, ließ sein gesamtes Vermögen EU-weit einfrieren und belegte ihn mit einem Einreiseverbot. Mordaschow hatte ebenfalls am 28. Februar seine Anteile an TUI offenbar in letzter Minute vor Verhängung der EU-Sanktionen abgegeben. Von seiner bisher 34-prozentigen Beteiligung, die er über die Firma Unifirm im EU-Land Zypern besaß, verkaufte er 29,9 Prozent an Ondero Ltd. auf den Britischen Jungferninseln. Hinter Ondero Limited steht Mordaschows dritte Ehefrau Marina. Viele Briefkastengesellschaften haben ihren Sitz in der Steueroase Britische Jungferninseln. Um keine Übernahmeofferte abgeben zu müssen, wählte Mordaschow eine Übertragung von unter 30 Prozent.
Mordaschow veröffentlichte zwei Tage später eine Erklärung: Er habe nichts mit den derzeitigen geopolitischen Spannungen zu tun und verstehe nicht, warum die EU ihn mit Sanktionen belegt habe. Mordaschows 65 Millionen Euro teure Jacht Lady M stellte die italienische Finanzpolizei (Guardia di Finanza) am 4. März 2022 in der ligurischen Hafenstadt Imperia sicher. Ihm gehört zudem die Luxusyacht Nord, deren Wert auf 500 Millionen Dollar geschätzt wird. Später im März wurde sein Anwesen in Portisco in der Gemeinde Olbia (Sardinien) beschlagnahmt.

## Auszeichnungen
- Dr. Friedrich Joseph Haass-Preis (2009)

## Familie
Mordaschow ist verheiratet und hat sechs Kinder.